# Wageningengroep
De Wageningengroep was een groep binnen de Politieke Partij Radikalen in het begin van de jaren tachtig. Zij stonden sterke samenwerking voor met Pacifistisch Socialistische Partij en de Communistische Partij van Nederland en zij waren dus tegenstander van sterkere samenwerking met Democraten 66 en de Partij van de Arbeid.